# Schillingsfürst
Schillingsfürst är en stad i Landkreis Ansbach i Regierungsbezirk Mittelfranken i förbundslandet Bayern i Tyskland.
Staden ingår i kommunalförbundet Schillingsfürst tillsammans med köpingen Dombühl och kommunerna Buch am Wald, Diebach, Wettringen och Wörnitz.